# حديقة أبو خيال

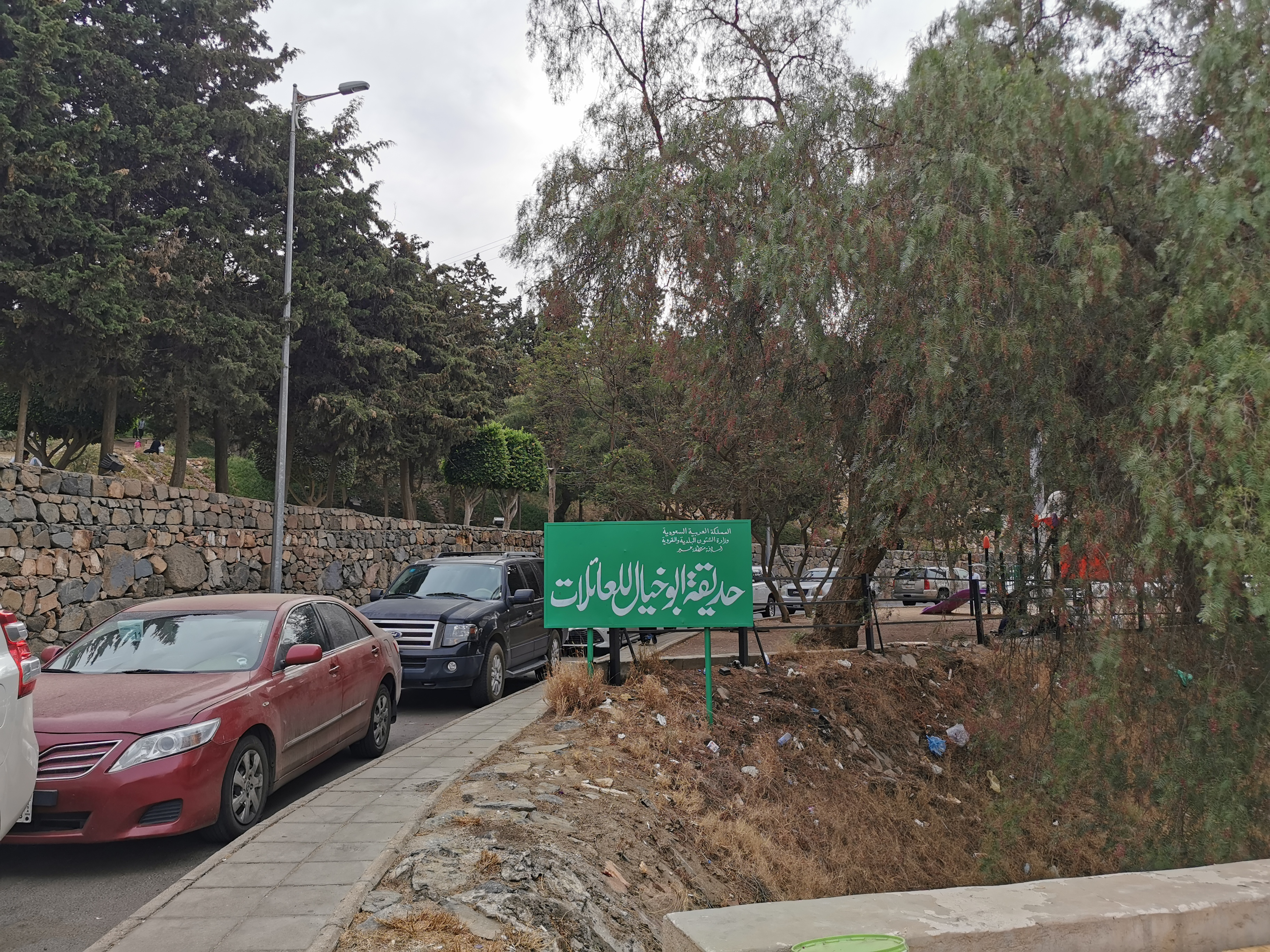
الحديقة في 2021م

حديقة أبو خيال هي إحدى الحدائق الترفيهية الموجودة في مدينة أبها، جنوب المملكة العربية السعودية.

## نبذة عن الحديقة
تطل الحديقة على مدينة ابها من أعلى بإطلالة بانورامية، وتضم مساحات خضراء شاسعة وأشجار متنوعة. و أفضل وقت لزيارتها في فصل الشتاء لمشاهدة الضباب يتخلل الحديقة. يوفر المنتزه العديد من مقاعد الجلوس التي يمكنك الاستعانة بها من أجل الاستراحة والجلوس للاستمتاع. و تحتوي الحديقة على عدد من المدرجات الخضراء.
سميت حديقة أبو خيال بهذا الاسم لأنه في فصل الشتاء ينتشر الضباب في الحديقة بشكل كبير حيث يراها من بها وكأنها خيالات في مناظر

## موقع الحديقة
تقع حديقة أبو خيال على حزام أبها الدائري، وتطل الحديقة على منحدرات عقبة ضلع من الجهة الغربية وعلى مدينة ابها من الجهة الشرقية.

## أنشطة الحديقة
- القيام بالتمشية داخل منتزه الخيال في ابها وسط الخضرة والأشجار
- العربات المُعلقة (التلفريك) التي تربط بين الحديقة والجبل الأخضر- أبها
- منطقة مُخصصة بألعاب الأطفال
- الجلوس في المطعم الموجود بداخل منتزه الخيال
- موقع مخصص لتسلق الجبال تحت إشراف متخصصين[3]

## دخول الحديقة
الدخول مجاناً، يومياً على مدار 24 ساعة.

## أماكن قريبة من الحديقة للسكن
- فندق بلو ان بوتيك مسافة 5 دقائق بالسيارة أو على بعد 1.6 كم من منتزه حديقة أبو خيال
- فندق سروات بارك ابها: مسافة 6 دقائق بالسيارة أو على بعد 300 م من منتزه حديقة أبو خيال[4]